# 小出兼政
小出 兼政（こいで かねまさ）は、江戸時代後期の和算家、暦学者。徳島藩士。土御門家師範代。宮城流、関流、最上流、和田の算術4流派の他、土御門家より暦法を修め、数学、暦学、天文学に関する膨大な著作を残した。寛政暦が採用する消長法を独自に研究して誤りと断じ、また養子小出光教等と蘭書『ラランデ暦書』を一部翻訳した。

## 生涯

### 算術の修学
寛政9年（1797年）8月27日、阿波国徳島城下富田紙蔵町に生まれた。定普請小出寛兵衛倅九蔵に字、薬種商戸村屋駒蔵に算盤を学んだ。
文化6年（1809年）青山郡八に開平法を学んだ。16歳の時新シ町一丁目の油売り橘屋貞兵衛に入門を乞うも断られ、代わりに紹介された岡崎三蔵にも入門しなかった。
文化10年（1813年）隣人太田亀之助の斡旋で阿部旗十郎に入門し、宮城流算術を学んだ。文化14年（1817年）参勤交代から戻った旗十郎の師恒川久右衛門徳高に就き、文政2年（1819年）2月宮城流算術の印可皆伝を受けた。
文政7年（1824年）12月算術への専念を決意して藩職を辞し、文政8年（1825年）江戸に出て宮城大学と名乗り、日下誠に入門して長谷川寛、和田寧、内田五観等と共に関流算術を学び、文政9年（1826年）8月宗統の伝を受けた。また、文政9年（1826年）6月同門和田寧に入門して円理学を学び、文政10年（1827年）には会田善左衛門より最上流伝書100巻の伝授を受けた。

### 暦法の研究
文政8年（1825年）来府当初から暦学にも興味を持ち、増上寺僧円通に入門し、陰陽道を伝授された。文政10年（1827年）上京し、現行の寛政暦を秘伝する陰陽頭土御門晴親に入門した。
文政12年（1829年）一旦江戸に戻り、和田寧より和田流算術の皆伝を受けた、算術4流を修めたことで名声が広まり、鳥取藩に仕官の誘いを受けたが、これを徳島藩に諮ったところ、天保元年（1830年）9月在外指留を命じられた。
天保5年（1834年）再び上京し、土御門家に寛政暦の暦法を伝授され、天保7年（1836年）『丁酉元暦』を土御門家に献上し、7月5日師範代に列せられた。
寛政暦は、清の暦書『暦象考成』に基づき、麻田剛立が提唱した消長法を取り入れたものだった。自身の観測結果と照合した結果、消長法は「麻田氏の偽作盲言」と結論付け、また『暦象考成』についても五星暦の記述に関して疑念を抱いた。
天保6年（1835年）5月江戸に戻り、中西金吾を介して江戸幕府天文方渋川景佑に入門した。消長法や五星暦に関する疑問をぶつけたところ、高橋至時の『新修五星法』等の著作を紹介され、また天文方において解読の努力が続けられていた蘭書『ラランデ暦書』の存在を知った。
天保10年（1839年）8月の日帯食、天保11年（1840年）1月の日食、2月の月食の観測結果を通じて寛政暦の誤りを確認し、冊子にまとめて幕府に献上したところ、水野忠邦の目に留まり、書物方受持奥小姓支配となった。
天保12年（1841年）2月16日鍛冶橋藩邸で行われた公開検証において月食の時刻を的中させ、4月徳島に帰った。

### ラランデ暦書翻訳
弘化元年（1844年）天文方作成の天保暦が施行されると、5月土御門晴雄に伝授を求めたが許されず、天文方で知った『ラランデ暦書』の翻訳を決意した。
嘉永3年（1850年）3月藩士安芸雅太郎が長崎摂津町の質屋高見に『ラランデ暦書』を発見したため、自ら出向き、藩主からの御内金で購入した。嘉永4年（1851年）3月より高畠耕斎の助けを借り、養子小出光教に図表、数字を訳させ、2年後「日躔月離及五星暦」「日食月食」の訳文を完成させた。
慶応元年（1865年）8月17日病没し、寺町善学寺に葬られた。法名は修算院自達居士。大正4年（1915年）贈従五位。

## 職歴
- 文化2年（1805年） 徳島藩紙方代官手代[1]
- 文政7年（1824年）12月 辞職[5]
- 天保8年（1837年）3月 徳島藩御番人[14]
- 天保11年（1840年）6月 江戸幕府書物方受持奥小姓支配[14]
- 天保12年（1841年）4月 徳島藩御蔵所手代本役[16]
- 天保13年（1842年）12月 福島築地に移る[22]
- 天保14年（1843年） 御蔵所手代免職[22]
- 嘉永2年（1849年）4月 御徒士[23]
- 嘉永4年（1851年） 勧農方積役兼務[24]
- 嘉永5年（1852年） 富田裏中ノ丁に移る[19]
- 安政元年（1854年）御郡代所受払方[25]

## 仮目録
- 算法対数表[26]
- 円理算経[26]
- 蘭垤訳書
- 丁酉元暦[26]
- 五星暦
- 応元暦改正
- 安政暦
- 応元暦
- 捷径暦
- 気朔捷径暦
- 食算評林
- 月南中平時之術解
- 演段指南
- 万々角起源[26]
- 綴術開式表[26]
- 開除密伝
- 古今極数題開除伝
- 新編利息算
- 砲術玉道真法
- 古今算学階梯[26]
- 宮城流算題解
- 八線表起源
- 球面直錐穿出覓積
- 半総較法新製内斜術
- 度学
- 円楕円長立円矮立円解
- 円理学楕円平環
- 楕円平環別解
- 円理学楕円弧背之術
- 弧台積術解
- 関流方円算経起原
- 梵暦八線術
- 極弧三角変正弦法
- 三斜弧度起原
- 算法不尽一周之法
- 長崎通船記
- 天文地理極秘伝家相道
- 新考家相要法
- 改正家相方位撰
- 天文辰星飛宮方鑑
- 亜美利加合衆国航海習学書[26]
- 阿波国日出入並日晷表
- 安政新書
- 安政暦書
- 円理較元表解
- 小出長十郎算術稽古成立書[26]
- 弘化甲辰元暦
- 五星観象源規術
- 算道雑話
- 算道雑集
- 須弥界暦書
- 新考五星掩凌犯
- 新撰捷径暦
- 司天家神秘消長法
- 水星校算及星差之論
- 数度衍評林[26]
- 赤経高弧交角術解
- 測量法
- 対数表用法
- 太陽内容水星真術
- 丁酉元表
- 天保九年阿州小出脩喜ヨリ土御門家ニ出セシ建議書写[26]
- 天保新暦外伝
- 天保新暦書
- 備中国矢立宿額上之問
- 普門律師之伝
- 宮城流算題問術
- 蝋蘭垤訳暦前文
- 東都小石川雑記
- 浪速天満宮奉額算題評林
- 雑稿 施条砲射擲表・山口氏利息之問
- 御根付時計密数之表
- 円理矩線表[26]
- 和田円理学
- 縮象符天暦書
- 縮象符天暦解
- 縮象符天暦書続編
- 須弥界暦書
- 五星観象源規術

## 門人
- 小出光教
- 福田理軒
- 阿部有清
- 高岡次右衛門
- 小林百輔
- 大村俊庵
- 彦坂範善
- 加藤正助
- 山本柳貞
- 葛西通之丞
- 武田常陸
- 松藤勢助
- 日和佐良平
- 樋口貞四郎
- 赤木滝蔵
- 山崎喜右衛門
- 梶佐古源太
- 池尻総兵衛
- 上田雅助
- 沢田久右衛門
- 有井進斎
- 土佐屋九兵衛
- 林衛左衛門
- 近藤幸之進
- 大島弥左衛門

## 小出家

### 先祖
先祖小出久大夫直勝は尾張国小牧に住み、天正年間蜂須賀正勝に仕え、播磨国宇野氏討伐で戦功を挙げた。その嫡子太郎左衛門は蜂須賀家政に従い阿波国に移住し、その子太郎左衛門直行は朝鮮征伐に参加し、帰国後海部郡代官を務めた。直行の子太郎左衛門直吉は浪人となったが、直吉の弟加兵衛は帰農して名東郡富田浦に小出開を開拓し、その子伝右衛門が長柄組として藩に復帰した。
養子仁左衛門を経て、子喜兵衛は弟此右衛門に家督を譲って新シ町二丁目に分家し、手習塾を開いた。子仁左衛門、養子利兵衛を経て長十郎兼政に至る。

### 家族
- 父：小出利兵衛 - 紙方代官手代宮武為左衛門弟[1]。文化2年（1805年）病死[25]。
- 母 - 御番人八木慶次定長娘[1]。嘉永2年（1845年）85で没[24]。
- 長男：小出周三郎 - 病弱のため家を継がせなかった[28]。
- 養子：小出光教 - 郡代手代数藤円平四男、瓦師棟梁北野多郎兵衛養子。通称は由岐左衛門。讃岐師範学校助教[29]。